# Kommissar für Justiz und Rechtsstaatlichkeit
Der Kommissar für Justiz und Rechtsstaatlichkeit ist ein Mitglied der Europäischen Kommission. Das Ressort wurde mit Amtsantritt der Kommission von der Leyen I 2019 geschaffen.
Davor gab es in der Kommission Barroso II seit 2010 den Kommissar für Justiz, Grundrechte und Bürgerschaft. Das Amt wurde mit der Luxemburgerin Viviane Reding besetzt. Nachdem diese nach der Europawahl 2014 ins Europaparlament zurückgekehrt war, folgte ihr für den Rest der Amtszeit der Kommission Barroso ihre Landsfrau Martine Reicherts.
2014 wurden die Ressorts erneut neu aufgeteilt. Das Amt der Kommissarin für Justiz, Verbraucher und Gleichstellungsfragen hatte nun die Tschechin Věra Jourová inne.
Zuvor gab es seit 1995 den Kommissar für Justiz, Freiheit und Sicherheit, dessen Amt 2010 in ein Justiz- und ein Innenpolitik-Ressort aufgeteilt wurde.

## Bisherige Amtsinhaber

### Kommissar für Justiz und Rechtsstaatlichkeit
| Kommissar       | Amtszeit  | Staat   |
| --------------- | --------- | ------- |
| Michael McGrath | seit 2024 | Irland  |
| Didier Reynders | 2019–2024 | Belgien |

### Kommissar für Justiz, Verbraucher und Gleichstellungsfragen
| Kommissar    | Amtszeit  | Staat      |
| ------------ | --------- | ---------- |
| Věra Jourová | 2014–2019 | Tschechien |

### Kommissar für Justiz, Grundrechte und Bürgerschaft
| Kommissar         | Amtszeit  | Staat     |
| ----------------- | --------- | --------- |
| Martine Reicherts | 2014      | Luxemburg |
| Viviane Reding    | 2010–2014 | Luxemburg |